# Списак премијера Бутана
Премијер Бутана се налази на челу владе Бутана. Именује га Народна скупштина.

## ПремијериКраљевства Бутан(1907 — )

### Главни министри ()
| # | Име                | Почетак | Крај | Политичка партија |
| - | ------------------ | ------- | ---- | ----------------- |
| 1 | Уген Дорџи         | 1907    | 1916 | Без партије       |
| 2 | Сонам Тобгај Дорџи | 1917    | 1952 | Без партије       |

### Премијери ()
| #                                                  | Мандат | Име                | Почетак           | Крај              | Политичка партија           |
| -------------------------------------------------- | ------ | ------------------ | ----------------- | ----------------- | --------------------------- |
| 1                                                  | 1      | Џигме Палден Дорџи | 1952              | 5. април 1964     | Без партије                 |
| Упражњено место (5. април 1964 — 25. јул 1964)     |        |                    |                   |                   |                             |
| 2                                                  | 1      | Лендуп Дорџи       | 25. јул 1964      | 27. новембар 1964 | Без партије                 |
| Упражњено место (27. новембар 1964 — 20. јул 1998) |        |                    |                   |                   |                             |
| 3                                                  | 1      | Џигме Тинли        | 20. јул 1998      | 9. јул 1999       | Без партије                 |
| 4                                                  | 1      | Сангај Нгедуп      | 9. јул 1999       | 20. јул 2000      | Без партије                 |
| 5                                                  | 1      | Јешеј Зимба        | 20. јул 2000      | 8. августа 2001   | Без партије                 |
| 6                                                  | 1      | Ханду Вангчук      | 8. август 2001    | 14. августа 2002  | Без партије                 |
| 7                                                  | 1      | Кинзанг Дорџи      | 14. август 2002   | 30. августа 2003  | Без партије                 |
| 8                                                  | 2      | Џигме Тинли        | 30. август 2003   | 18. августа 2004  | Без партије                 |
| 9                                                  | 2      | Јешеј Зимба        | 18. август 2004   | 5. септембар 2005 | Без партије                 |
| 10                                                 | 2      | Сангај Нгедуп      | 5. септембар 2005 | 7. септембар 2006 | Без партије                 |
| 11                                                 | 2      | Ханду Вангчук      | 7. септембар 2006 | 31. јул 2007      | Без партије                 |
| 12                                                 | 2      | Кинзанг Дорџи      | 31. јул 2007      | 9. април 2008     | Без партије                 |
| 13                                                 | 3      | Џигме Тинли        | 9. април 2008     | 30. јул 2013      | Партија мира и напретка     |
| 14                                                 | 1      | Шеринг Тобгај      | 30. јул 2013      | 9. август 2018    | Народна демократска партија |
| 15                                                 | 1      | Лотај Шеринг       | 7. новембар 2018  | 1. новембар 2023. | Уједињена бутанска странка  |
| 16                                                 | 2      | Шеринг Тобгај      | 1. новембар 2023. |                   | Народна демократска партија |